# Collegio di Aberdeen North
Aberdeen North è un collegio elettorale scozzese della Camera dei Comuni del Parlamento del Regno Unito. Elegge un membro del Parlamento con il sistema maggioritario a turno unico. Il rappresentante del collegio, dal 2015, è la nazionalista Kirsty Blackman.

## Estensione

### Attuale
A seguito della revisione dei collegi condotta nel 2023, il collegio di Aberdeen North è stato modificato per essere sottoposto ad elezione per la prima volta nel 2024:
- i ward del consiglio comunale di Aberdeen di Dyce/Bucksburn/Danestone, Bridge of Don, Kingswells/Sheddocksley/Summerhill, Northfield/Mastrick North, Hilton/Woodside/Stockethill, Tillydrone/Seaton/Old Aberdeen;
- parte del ward del consiglio comunale di Aberdeen di Midstocket/Rosemount[1]

### Storico

#### Dal 1885 al 1918
Dal 1832 al 1885 vi fu un unico collegio di Aberdeen, mentre prima del 1832 il burgh di Aberdeen era rappresentato come componente del collegio Aberdeen Burghs.
Aberdeen North fu creato dal Redistribution of Seats Act 1885 e venne utilizzato per la prima volta alle elezioni del 1885, così come Aberdeen South. Aberdeen North allora consisteva dei ward municipali di St Clement, St Andrew, St Machar e Greyfriars, oltre al 10º e 11º Distretto Parlamentare. Il resto della contea di Aberdeen era coperto dal collegio di Eastern Aberdeenshire e Western Aberdeenshire.
Gli stessi confini furono utilizzati per le elezioni del 1886, del 1892, del 1895, del 1900, del 1906, del gennaio 1910 e del dicembre 1910.

#### Dal 1918 al 1950
Nel 1918 i confini del collegio furono modificati dal Representation of the People Act 1918. Era stata creata la Città di Aberdeen, pertanto Aberdeen North e Aberdeen South divennero i due collegi che coprivano la città, ed erano interamente compresi in essa. I nuovi confini vennero utilizzati per la prima volta alle elezioni del 1918, e allora Aberdeen North consisteva dei ward di Greyfriars, St Andrew, St Clement, St Machar, Torry e Woodside. La contea di Aberdeen era coperta da Aberdeen and Kincardine East, Central Aberdeenshire e Kincardine and West Aberdeenshire. Aberdeen and Kincardine East e Central Aberdeenshire erano interamente contenuti nella contea, mentre Kincardine and West Aberdeenshire copriva il Kincardineshire eccetto il burgh di Inverbervie, che era compreso in Montrose Burghs, e parte della contea di Aberdeen.
Gli stessi confini vennero utilizzati nelle elezioni del 1922, del 1923, del 1924, del 1929, del 1931, del 1935, del 1945.

#### Dal 1950 al 1955
Per le elezioni del 1950 i confini furono nuovamente modificati con il House of Commons (Redistribution of Seats) Act 1949. Una nuova lista di ward definì Aberdeen North: Glimonston, Greyfriars, St Clement, St Machar, St Nicholas e Woodside - ma la città di Aberdeen rimase divisa tra Aberdeen North e Aberdeen South, entrambi i collegi interamente contenuti in essa.
La contea di Aberdeen fu nuovamente divisa tra East Aberdeenshire e West Aberdeenshire, entrambi i collegi interamente contenuti nella contea.
Gli stessi confini furono utilizzati anche per le elezioni del 1951.

#### Dal 1955 al 1983
All'epoca delle elezioni del 1955, una modifica dei confini tenne in considerazione il piccolo allargamento dell'area cittadina, e Aberdeen North venne definita come composizione dei ward di Cairncry, St Andrews, St Clement's, St Machar, St Nicholas e Woodside. La medesima estensione venne usata anche per le elezioni del 1959, del 1964, del 1966 e del 1970.
Per le elezioni del febbraio 1974 non vi furono modifiche ad Aberdeen North, ma la nuova lista dei ward componenti fu Mastrick, Northfield, St Clement's, St Machar, St Nicholas e Woodside. Questa estensione venne utilizzata anche per le elezioni dell'ottobre 1974.
Nel 1975 vennero abolite le contee in Scozia con il Local Government (Scotland) Act 1973, e la città di Aberdeen fu espansa per comprendere aree che erano prima state nella contea di Aberdeen e in quella di Kincardine. Inoltre, la città divenne un distretto della regione dei Grampiani; la città estesa comprendeva aree coperte dai collegi di West Aberdeenshire e North Angus and Mearns. North Angus and Mearns era stato creato nel 1950 per coprire la contea di Kincardine e parte dell'Angus.
Le elezioni del 1979 ebbero luogo prima che la modifica dei collegi potesse tenere conto dei nuovi confini dei governi locali.

#### Dal 1983 al 1997
In questo periodo il collegio era costituito dalle divisioni elettorali del Distretto di Aberdeen di Ashgrove, Brimmond, Kittybrewster, Mastrick, Northfield East, Northfield West, St Machar, Seaton, Summerfield e Woodside.
Le elezioni del 1983, del 1987 e del 1992 ebbero luogo durante questo periodo.
Nel 1996, con il Local Government etc (Scotland) Act 1994 le regioni e i distretti locali vennero aboliti, e la città divenne una delle 32 aree di consiglio della Scozia; inoltre il nome della città divenne ufficialmente Aberdeen City.

#### Dal 1997 al 2005
In questo periodo il collegio era costituito dalle divisioni elettorali del Distretto di Aberdeen di Balgownie, Brimmond, Danestone, Mastrick, Middleton, Northfield, Summerfield e West Don.
Dal 2005 il collegio è composto dai ward del Consiglio della Città di Aberdeen di Auchmill, Berryden, Castlehill, Cummings Park, Donmouth, Hilton, Kittybrewster, Mastrick, Midstocket, Newhills, Pittodrie, St Machar, Seaton, Sheddocksley, Springhill, Stockethill, Summerhill, Sunnybank e Woodside.
Come definito in occasione delle elezioni del 1997, Aberdeen North era uno dei tre collegi che coprivano la città di Aberdeen ed erano interamente contenuti in essa, gli altri due erano Aberdeen South e Aberdeen Central; Aberdeen South confinava con entrambi gli altri collegi.

#### Dal 2005 al 2024
Come stabilito dalla quinta revisione della Boundary Commission for Scotland, e utilizzata per la prima volta alle elezioni generali del 2005, Aberdeen North era interamente contenuta nell'area del consiglio della Città di Aberdeen ed era uno dei cinque collegi che coprivano l'area dell'Aberdeenshire. A sud di Aberdeen North si trovava Aberdeen South, anch'esso interamente contenuto nella Città di Aberdeen. Ad est si trovava West Aberdeenshire and Kincardine, interamente contenuto nell'Aberdeenshire, e a nord Gordon, che copriva parte dell'area di Aberdeen e parte dell'Aberdeenshire. Più a nord si trovava Banff and Buchan che, copriva West Aberdeenshire and Kincardine e si trovava interamente nell'Aberdeenshire.
Le modifiche della quinta revisione previdero il trasferimento di Bridge of Don, Dyce e Danestone da Aberdeen North a Gordon, e il nuovo Aberdeen North aveva confini molto differenti da quelli del precedente omonimo collegio. Il confine nord dell'ex collegio coincideva con il confine settentrionale della città di Aberdeen; a quell'epoca, Aberdeen Central e Aberdeen South coprivano il resto della città di Aberdeen, e tutte e tre erano interamente contenute in essa.

## Membri del parlamento
| Elezione | Elezione            | Deputato                 | Partito   |
| -------- | ------------------- | ------------------------ | --------- |
|          | 1885                | William Alexander Hunter | Liberale  |
| 1886     | Duncan Vernon Pirie |                          | Liberale  |
|          | 1918                | Frank Herbert Rose       | Laburista |
| 1928 (S) | Wedgwood Benn       |                          | Laburista |
|          | 1931                | John George Burnett      | Unionista |
|          | 1935                | George Garro-Jones       | Laburista |
| 1945     | Hector Hughes       |                          | Laburista |
| 1970     | Robert Hughes       |                          | Laburista |
| 1997     | Malcolm Savidge     |                          | Laburista |
| 2005     | Frank Doran         |                          | Laburista |
|          | 2015                | Kirsty Blackman          | SNP       |

## Risultati elettorali

### Elezioni negli anni 2020
| Partito                    | Partito                          | Candidato                  | Risultati 4 luglio 2024 | Risultati 4 luglio 2024 |
| Partito                    | Partito                          | Candidato                  | Voti                    | %                       |
| -------------------------- | -------------------------------- | -------------------------- | ----------------------- | ----------------------- |
|                            | SNP                              | Kirsty Blackman            | 14 533                  | 34,52                   |
|                            | Laburista                        | Lynn Thomson               | 12 773                  | 30,34                   |
|                            | Conservatore                     | Gillian Tebberen           | 5 881                   | 13,97                   |
|                            | Reform UK                        | Kenneth Leggat             | 3 781                   | 8,98                    |
|                            | Lib Dem                          | Desmond Bouse              | 2 583                   | 6,14                    |
|                            | Verdi                            | Esme Houston               | 1 275                   | 3,03                    |
|                            | Alba                             | Charlie Abel               | 703                     | 1,67                    |
|                            | Famiglia Scozzese                | Dawn Smith                 | 352                     | 0,84                    |
|                            | TUSC                             | Lucas Grant                | 214                     | 0,51                    |
|                            |                                  |                            |                         |                         |
| Iscritti                   | Iscritti                         | Iscritti                   | 75 925                  | 100,00                  |
| ↳ Votanti (% su iscritti)  | ↳ Votanti (% su iscritti)        | ↳ Votanti (% su iscritti)  | 42 095                  | 55,44                   |
| ↳ Astenuti (% su iscritti) | ↳ Astenuti (% su iscritti)       | ↳ Astenuti (% su iscritti) | 33 830                  | 44,56                   |
|                            |                                  |                            |                         |                         |
|                            | Esito: collegio confermato a SNP |                            |                         |                         |

### Elezioni negli anni 2010
| Partito                    | Partito                          | Candidato                  | Risultati 12 dicembre 2019 | Risultati 12 dicembre 2019 |
| Partito                    | Partito                          | Candidato                  | Voti                       | %                          |
| -------------------------- | -------------------------------- | -------------------------- | -------------------------- | -------------------------- |
|                            | SNP                              | Kirsty Blackman            | 20 205                     | 54,01                      |
|                            | Conservatore                     | Ryan Houghton              | 7 535                      | 20,14                      |
|                            | Laburista                        | Nurul Ali                  | 4 939                      | 13,20                      |
|                            | Lib Dem                          | Isobel Davidson            | 2 846                      | 7,61                       |
|                            | Brexit                           | Seb Leslie                 | 1 008                      | 2,69                       |
|                            | Verdi                            | Guy Ingerson               | 880                        | 2,35                       |
|                            |                                  |                            |                            |                            |
| Iscritti                   | Iscritti                         | Iscritti                   | 62 459                     | 100,00                     |
| ↳ Votanti (% su iscritti)  | ↳ Votanti (% su iscritti)        | ↳ Votanti (% su iscritti)  | 37 413                     | 59,90                      |
| ↳ Astenuti (% su iscritti) | ↳ Astenuti (% su iscritti)       | ↳ Astenuti (% su iscritti) | 25 046                     | 40,10                      |
|                            |                                  |                            |                            |                            |
|                            | Esito: collegio confermato a SNP |                            |                            |                            |

| Partito                    | Partito                          | Candidato                  | Risultati 8 giugno 2017 | Risultati 8 giugno 2017 |
| Partito                    | Partito                          | Candidato                  | Voti                    | %                       |
| -------------------------- | -------------------------------- | -------------------------- | ----------------------- | ----------------------- |
|                            | SNP                              | Kirsty Blackman            | 15 170                  | 41,27                   |
|                            | Laburista                        | Orr Vinegold               | 11 031                  | 30,01                   |
|                            | Conservatore                     | Grace O'Keeffe             | 8 341                   | 22,69                   |
|                            | Lib Dem                          | Isobel Davidson            | 1 693                   | 4,61                    |
|                            | Indipendente                     | Richard Durkin             | 522                     | 1,42                    |
|                            |                                  |                            |                         |                         |
| Iscritti                   | Iscritti                         | Iscritti                   | 62 182                  | 100,00                  |
| ↳ Votanti (% su iscritti)  | ↳ Votanti (% su iscritti)        | ↳ Votanti (% su iscritti)  | 36 812                  | 59,20                   |
| ↳ Astenuti (% su iscritti) | ↳ Astenuti (% su iscritti)       | ↳ Astenuti (% su iscritti) | 25 370                  | 40,80                   |
|                            |                                  |                            |                         |                         |
|                            | Esito: collegio confermato a SNP |                            |                         |                         |

| Partito                    | Partito                                  | Candidato                  | Risultati 7 maggio 2015 | Risultati 7 maggio 2015 |
| Partito                    | Partito                                  | Candidato                  | Voti                    | %                       |
| -------------------------- | ---------------------------------------- | -------------------------- | ----------------------- | ----------------------- |
|                            | SNP                                      | Kirsty Blackman            | 24 793                  | 56,43                   |
|                            | Laburista                                | Richard Baker              | 11 397                  | 25,94                   |
|                            | Conservatore                             | Sanjoy Sen                 | 5 304                   | 12,07                   |
|                            | Lib Dem                                  | Euan Davidson              | 2 050                   | 4,67                    |
|                            | TUSC                                     | Tyrinne Rutherford         | 206                     | 0,47                    |
|                            | Fronte Nazionale                         | Christopher Willett        | 186                     | 0,42                    |
|                            |                                          |                            |                         |                         |
| Iscritti                   | Iscritti                                 | Iscritti                   | 67 697                  | 100,00                  |
| ↳ Votanti (% su iscritti)  | ↳ Votanti (% su iscritti)                | ↳ Votanti (% su iscritti)  | 43 936                  | 64,90                   |
| ↳ Astenuti (% su iscritti) | ↳ Astenuti (% su iscritti)               | ↳ Astenuti (% su iscritti) | 23 761                  | 35,10                   |
|                            |                                          |                            |                         |                         |
|                            | Esito: collegio passa da Laburista a SNP |                            |                         |                         |

| Partito                    | Partito                                | Candidato                  | Risultati 6 maggio 2010 | Risultati 6 maggio 2010 |
| Partito                    | Partito                                | Candidato                  | Voti                    | %                       |
| -------------------------- | -------------------------------------- | -------------------------- | ----------------------- | ----------------------- |
|                            | Laburista                              | Frank Doran                | 16 746                  | 44,42                   |
|                            | SNP                                    | Joanna Strathdee           | 8 385                   | 22,24                   |
|                            | Lib Dem                                | Kristian Chapman           | 7 001                   | 18,57                   |
|                            | Conservatore                           | Stewart Whyte              | 4 666                   | 12,38                   |
|                            | BNP                                    | Roy Jones                  | 635                     | 1,68                    |
|                            | Socialista                             | Ewan Robertson             | 268                     | 0,71                    |
|                            |                                        |                            |                         |                         |
| Iscritti                   | Iscritti                               | Iscritti                   | 64 778                  | 100,00                  |
| ↳ Votanti (% su iscritti)  | ↳ Votanti (% su iscritti)              | ↳ Votanti (% su iscritti)  | 37 701                  | 58,20                   |
| ↳ Astenuti (% su iscritti) | ↳ Astenuti (% su iscritti)             | ↳ Astenuti (% su iscritti) | 27 077                  | 41,80                   |
|                            |                                        |                            |                         |                         |
|                            | Esito: collegio confermato a Laburista |                            |                         |                         |

### Elezioni negli anni 2000
| Partito                    | Partito                                | Candidato                  | Risultati 5 maggio 2005 | Risultati 5 maggio 2005 |
| Partito                    | Partito                                | Candidato                  | Voti                    | %                       |
| -------------------------- | -------------------------------------- | -------------------------- | ----------------------- | ----------------------- |
|                            | Laburista                              | Frank Doran                | 15 557                  | 42,47                   |
|                            | Lib Dem                                | Steve Delaney              | 8 762                   | 23,92                   |
|                            | SNP                                    | Kevin Stewart              | 8 168                   | 22,30                   |
|                            | Conservatore                           | David Anderson             | 3 456                   | 9,43                    |
|                            | Socialista                             | John Connon                | 691                     | 1,89                    |
|                            |                                        |                            |                         |                         |
| Iscritti                   | Iscritti                               | Iscritti                   | 65 770                  | 100,00                  |
| ↳ Votanti (% su iscritti)  | ↳ Votanti (% su iscritti)              | ↳ Votanti (% su iscritti)  | 36 634                  | 55,70                   |
| ↳ Astenuti (% su iscritti) | ↳ Astenuti (% su iscritti)             | ↳ Astenuti (% su iscritti) | 29 136                  | 44,30                   |
|                            |                                        |                            |                         |                         |
|                            | Esito: collegio confermato a Laburista |                            |                         |                         |

| Partito                    | Partito                                | Candidato                  | Risultati 7 giugno 2001 | Risultati 7 giugno 2001 |
| Partito                    | Partito                                | Candidato                  | Voti                    | %                       |
| -------------------------- | -------------------------------------- | -------------------------- | ----------------------- | ----------------------- |
|                            | Laburista                              | Malcolm Savidge            | 13 157                  | 43,34                   |
|                            | SNP                                    | Alasdair Allan             | 8 708                   | 28,69                   |
|                            | Lib Dem                                | Jim Donaldson              | 4 991                   | 16,44                   |
|                            | Conservatore                           | Richard Cowling            | 3 047                   | 10,04                   |
|                            | Socialista                             | Shona Foreman              | 454                     | 1,50                    |
|                            |                                        |                            |                         |                         |
| Iscritti                   | Iscritti                               | Iscritti                   | 52 886                  | 100,00                  |
| ↳ Votanti (% su iscritti)  | ↳ Votanti (% su iscritti)              | ↳ Votanti (% su iscritti)  | 30 357                  | 57,40                   |
| ↳ Astenuti (% su iscritti) | ↳ Astenuti (% su iscritti)             | ↳ Astenuti (% su iscritti) | 22 529                  | 42,60                   |
|                            |                                        |                            |                         |                         |
|                            | Esito: collegio confermato a Laburista |                            |                         |                         |

## Risultati dei referendum

### Referendum sulla permanenza del Regno Unito nell'Unione europea del 2016
|        | Collegio       | Lasciare UE % | Rimanere in UE % |
| ------ | -------------- | ------------- | ---------------- |
|        | Aberdeen North | 43,0%         | 57,0%            |
| Scozia | 38,0%          | 62,0%         |                  |
|        | Regno Unito    | 51,9%         | 48,1%            |